# Ибрахим, Олайтан
Олайтан Ибрахим (англ. Olaitan Ibrahim; род. 14 февраля 1986 года) — нигерийская пауэрлифтерша-паралимпийка. Бронзовый призёр летних Паралимпийских игр 2020 в Токио.

## Спортивные результаты
| Год  | Турнир                          | Место проведения | Категория | Результат | Место |
| ---- | ------------------------------- | ---------------- | --------- | --------- | ----- |
| 2017 | Чемпионат мира                  | Мехико           | до 67 кг  | 110       | 2     |
| 2019 | Чемпионат мира                  | Нур-Султан       | до 67 кг  | 127       | 2     |
| 2021 | Летние Паралимпийские игры 2020 | Токио            | до 67 кг  | 119       | 3     |